# Tridentella ornamenta
Tridentella ornamenta là một loài chân đều trong họ Tridentellidae. Loài này được Menzies & George miêu tả khoa học năm 1972.